# The Power of Love (film 1922)

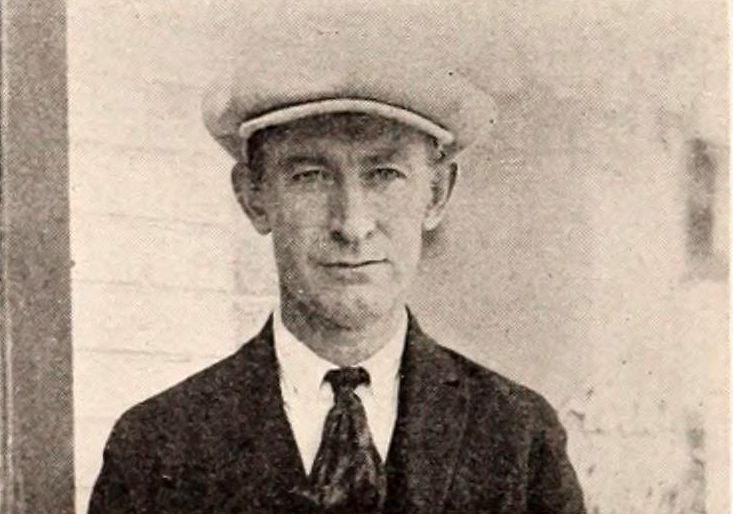
Harry K. Fairall

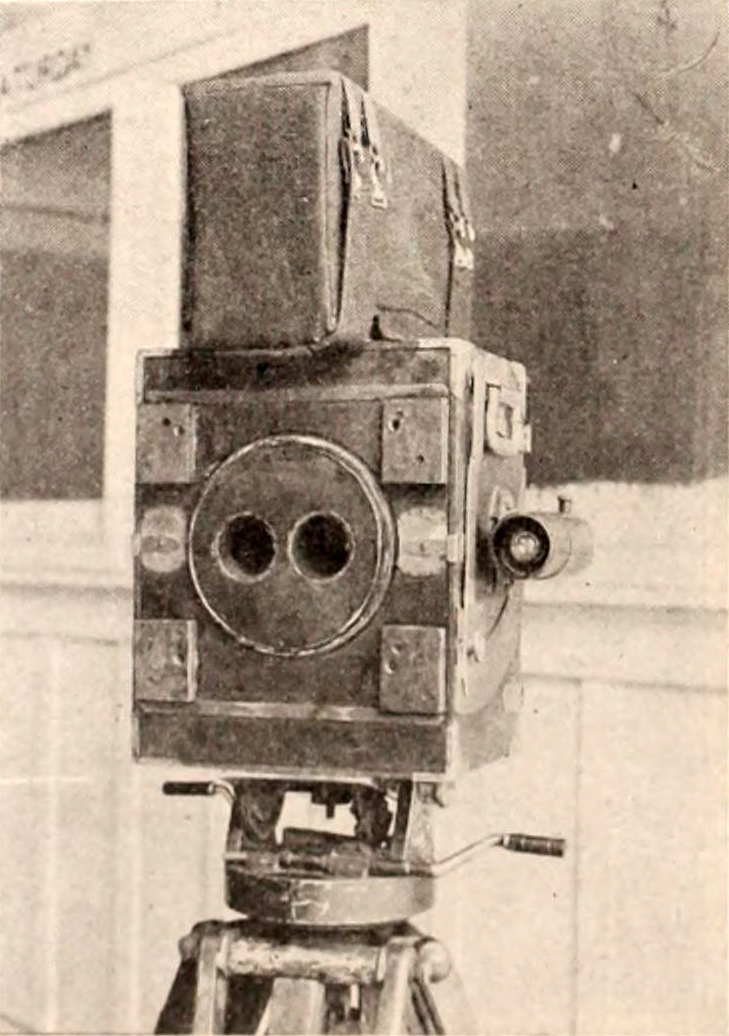
3D camera

The Power of Love è un film muto del 1922 diretto da Nat G. Deverich e Harry K. Fairall. È il primo film 3-D, che utilizza la tecnica dell'anaglifo, proiettato a un pubblico pagante. È considerato un film perduto.

## Trama
A causa dei suoi guai finanziari Don Almeda promette la figlia Maria a Don Alvarez, ma Maria è innamorata invece di uno straniero, assalito e ferito da briganti al soldo di Don Alvarez, Terry O'Neil.
Alvarez ruba delle perle al vecchio sacerdote e, per incolpare O'Neil, lo pugnala con il suo coltello. Accusa O'Neil e cerca di ucciderlo sparandogli ma Maria, che si frappone tra O'Neil e Alvarez, viene colpita al suo posto.
Maria guarisce dalle ferite e, dimostrato che Alvarez è il vero colpevole, sposa O'Neil.

## Distribuzione
Il film è stato proiettato per la prima volta negli Stati Uniti il 27 settembre 1922 all'Ambassador Hotel Theater di Los Angeles.

## Film 3-D
The Power of Love è il primo film stereoscopico distribuito ad un pubblico pagante. La pellicola utilizza il sistema stereoscopico Fairhall-Elder e la tecnica dell'anaglifo su doppia pellicola parallela virata. Il film è stato infatti ripreso con doppia cinepresa e veniva proiettato con doppio proiettore.